# Vogt dig for kvinder
Vogt dig for kvinder er en amerikansk stumfilm fra 1921 af Robert Ellis.

## Medvirkende
- Eugene O'Brien som Charles Riley
- George Fawcett
- Nancy Deaver som Alice Sanderson
- D.J. Flanagan
- Huntley Gordon som Geoffrey Small